# Cautivo (álbum de Chayanne)
«Cautivo» es el título del 11.º álbum de estudio grabado por el artista puertorriqueño-estadounidense Chayanne. Fue lanzado al mercado bajo los sellos discográficos Sony BMG Norte y Columbia Records el 27 de septiembre de 2005.
El álbum fue producido por René Luis Toledo, coproducido por Joel Someillán, Carlos Ponce, Freddy Piñero, Jr., Carlos Alberto de Yarza, Javier Díaz y John M. Falcone.
«Cautivo» obtuvo dos nominaciones para los Premios Grammy Latinos en las categorías Álbum del Año y Mejor Álbum Pop Vocal Masculino en la 7.º edición anual de los Premios Grammy Latinos, celebrada el jueves 2 de noviembre de 2006, del cual no obtuvo premio.

## Lista de canciones
| Cautivo |                          |                                                          |                                                          |          |  |
| N.º     | Título                   | Escritor(es)                                             | Productor (es)                                           | Duración |  |
| 1.      | «Te echo de menos»       | Carlos Ponce · Freddy Piñero, Jr.**                      | Carlos Ponce · Fredy Piñero, Jr.                         | 3:29     |  |
| 2.      | «No te preocupes por mí» | Carlos Ponce · Freddy Piñero, Jr. · Tom McWilliams**     | Carlos Ponce · Freddy Piñero, Jr.                        | 3:30     |  |
| 3.      | «Cúrame»                 | Carlos Ponce · Joel Someillan                            | Carlos Ponce · Joel Someillan                            | 3:33     |  |
| 4.      | «No sé por qué»          | Claudia Brant · Jorge Luis Piloto                        | Javier Díaz · Gustavo Arenas                             | 4:20     |  |
| 5.      | «Después de todo»        | Yasmil Marrufo · Cristian Zalles                         | René Luis Toledo                                         | 4:31     |  |
| 6.      | «Swing»                  | Carlos Ponce · Lilly Ponce · Joel Someillan              | Carlos Ponce · Joel Someillán                            | 3:09     |  |
| 7.      | «Nada sin tu amor»       | Carlos Ponce · Lilly Ponce · Joel Someillan              | Carlos Ponce · Joel Someillan                            | 3:13     |  |
| 8.      | «En la orilla»           | Carlos Ponce · Carlos Alberto de Yarza · John M. Falcone | Carlos Ponce · Carlos Alberto de Yarza · John M. Falcone | 3:53     |  |
| 9.      | «Me llenas de ti»        | Jorge Luis Piloto · Yoel Henríquez                       | René Luis Toledo                                         | 4:20     |  |
| 10.     | «Antes de dormir»        | Pablo Herrera · Cristian Zalles                          | René Luis Toledo                                         | 4:03     |  |
| 37:51   |                          |                                                          |                                                          |          |  |

### Nota
- El quien ha compuesto únicamente la música de la canción se ha marcado con un (**).

## Posicionamiento en las listas
| Lista (2005)                    | Máxima posición |
| ------------------------------- | --------------- |
| PROMUSICAE Álbumes              | 7               |
| U.S. Billboard 200              | 62              |
| U.S. Billboard Top Latin Albums | 1               |
| U.S. Billboard Latin Pop Albums | 1               |

### Sucesión y posicionamiento
| Predecesor: Fijación oral, vol. 1 de Shakira | U.S. Billboard Top Latin Albums — Álbum N.º 1 15 de octubre de 2005 - 21 de octubre de 2005 | Sucesor: Más capaces que nunca de K-Paz de la Sierra |

| Predecesor: Fijación oral, vol. 1 de Shakira | U.S. Billboard Latin Pop Albums — Álbum N.º 1 15 de octubre de 2005 - 21 de octubre de 2005 | Sucesor: Fijación oral, vol. 1 de Shakira |